# Isabel Fernández
Isabel Fernández, född den 1 februari 1972 i Alicante, Spanien, är en spansk judoutövare.
Hon tog OS-brons i damernas lättvikt i samband med de olympiska judotävlingarna 1996 i Atlanta.
Hon tog OS-guld i samma viktklass i samband med de olympiska judotävlingarna 2000 i Sydney.